# Деб Ли-Скот
Деб Ли-Скот је измишљени лик из америчке телевизијске серије „Три Хил“ кога игра америчка глумица Барбара Алин Вудс. Деб је Нејтанова мајка, бивша Денова супруга и Џејмијева бака.